# Сибэлектросталь
СИБСТАЛЬ — металлургический комбинат, расположенный в Красноярске. Закрыт в 2004 году. Окончательно прекратил своё существование в 2008 году.

## История
Строительство предприятия началось в 1951 году. Первоначально предприятие создавалось для получения стали прямым восстановлением железа из руд. Выбор места был обусловлен наличием около Красноярска больших месторождений железной руды и бурого угля, являющихся основными компонентами для выплавки железа способом прямого восстановления.
Завод был запущен в мае 1952 года под названием «Опытно-промышленный завод чёрной металлургии». В этом же году были отлиты первые слитки. Было получено 4000 тонн стали при суточной производительности до 35 тонн. Технология прямого восстановления оказалась экономически нецелесообразной и нуждалась в доработках. Опытно-промышленные плавки проводились до 1954 года.
В 1960 годах во многих странах мира велись работы по созданию способов искусственного охлаждения свода и стен дуговой сталеплавильной печи. В России водоохлаждаемый свод впервые был установлен на полуторатонных печах литейного цеха, после чего проектный отдел «Сибэлектростали» вместе с сотрудниками Московского института стали начал проектирование водоохлаждаемого свода для 10-тонных печей. Впервые был спроектирован плоский свод, который был установлен на печи красноярского завода в 1969 году. Постепенно практика замены огнеупорной кладки водоохлаждаемыми панелями стала повсеместной, что позволило существенно сэкономить на огнеупорах. Позднее такие своды установили даже на 200-тонных печах на отечественных металлургических предприятиях, а патенты на разработанную «Сибэлектросталью» конструкцию приобрели заводы Италии, Германии и Швеции.
Завод также принимал участие в развитии порошковой металлургии и нанотехнологий. Строились новые цеха, совершенствовались технологии производства. При комбинате имелась своя электрометаллургическая лаборатория, где на опытно-промышленных агрегатах проводили испытания. Число работников составляло около 4000 человек.
Незадолго до Перестройки поднялся вопрос о расширении предприятия. После распада СССР завод сменил направление деятельности, начали производить высокопрочные и легированные стали и никелевые сплавы, а также гвозди и извёстку. В начале 2000-х годов комбинат находился в кризисном состоянии. В 2001 году предприятие было преобразовано в акционерное общество. К началу 2003 года накопилась задолженность по налогам около 32 млн рублей, имущество выставили на продажу, оборудование было законсервировано, а производство было остановлено. С 2004 года завод вновь заработал. Проектная мощность предприятия составляла 60 000 тонн стали и 70 000 тонн металлопроката в год.
С 2005 года предприятие было выкуплено ГК «Красный Яр». Снова ставились планы о возрождении завода и производства. Но отсутствие рынка сбыта на металлопрокат и финансово-экономический кризис 2008 года привели к тому, что предприятие было признано банкротом и ликвидировано.
По состоянию на 2021 год, часть заброшенных корпусов предприятия снесена. В августе 2021 года по просьбе жителей Кировского района Красноярска на бывшей территории предприятия был благоустроен сквер.